# Stemma di Malta
Lo stemma di Malta è l'emblema della repubblica di Malta.
L'attuale stemma, come descritto dall'atto del 1988 è uno scudo che mostra la rappresentazione araldica della bandiera di Malta; sopra lo scudo una Corona muraria dorata con una porta e cinque torrette che rappresentano le fortificazioni di Malta che la denotano come Città stato; ed intorno allo scudo due rami: quello di destra d'olivo, quello di sinistra di palma, simboli della pace e tradizionalmente associati con Malta, nei loro colori propri, annodati alla base con un fiocco bianco, con retro rosso su cui sono scritte le parole Repubblika ta' Malta ("Repubblica di Malta" in lingua maltese) in lettere maiuscole nere. Lo stemma appare anche sulla bandiera del Presidente di Malta.

Stendardo presidenziale di Malta

Lo stemma nazionale appare anche sullo stendardo presidenziale di Malta. 
I vari stemmi compaiono su passaporti, bolli fiscali, documenti ufficiali e vari altri usi. Molte monete maltesi presentano uno stemma, in particolare la seconda serie della lira maltese, lo stemma appare anche sulle monete da 10c, 20c e 50c euro maltesi e molte monete commemorative in oro o argento (denominate nella lira maltese o in euro). Lo stemma è stato rappresentato più volte anche sui francobolli maltesi.

## Stemmi tra il 1800 e il 1964
Malta fu un protettorato britannico dal 1800 al 1813 e una colonia dal 1813 al 1964. Lo stemma usato a Malta era quello del Regno Unito: 

1800-1801
1801-1816
1816-1837
1837-1952
1953-1964

 Tuttavia, Malta ebbe tre distintivi coloniali tra il 1875 e il 1964. Il primo (1875 - c. 1898) mostrava una croce maltese bianca su un pannello bianco e rosso, la seconda ( c.1898  - 1943) mostrava uno scudo bianco e rosso (come le braccia di Mdina), e il terzo (1943-1964) era come lo stemma del 1898, ma con una George Cross su un cantone blu sulla metà bianca. Tutti e tre i distintivi erano presenti sui simboli dello stato maltese e sulla bandiera del governatore: 

1875 - ca. 1898   1898
ca. 1898   1898-1943
1943-1964

## Stemmi tra il 1964 e il 1975

Stemma di Malta dal 1964 al 1975

Stemma del governatore generale di Malta

Questo stemma fu adottato in occasione dell'indipendenza dello Stato di Malta il 21 settembre 1964. Raffigura due delfini che sostengono un blasone della bandiera maltese, uno con un ramo di palma e l'altro con un ramoscello di ulivo che rappresentano rispettivamente la vittoria e la pace. Sopra c'è una corona murale a forma di fortezza con cinque torrette ottagonali che sormonta un elmo, con nastri bianchi e rossi. Sotto ci sono onde blu che rappresentano il Mar Mediterraneo circostante, la croce maltese a otto punte che rappresenta il collegamento con l'Ordine di San Giovanni, nonché il coraggio e la determinazione. Il nastro sotto lo scudo ha il motto Virtute et Constantia  (di Valor and Firmness). Oggi questo motto è utilizzato dall'Ordine nazionale al merito. 
Venne usata anche una versione con un leone guardiano statante sulla corona di St Edward invece della corona murale, e questo servì come stemma del governatore generale di Malta.

## Emblema tra il 1975 e il 1988

Stemma di Malta dal 1975 al 1988

Questo emblema fu adottato l'11 luglio 1975, sette mesi dopo che Malta divenne una repubblica. Mostrava una scena costiera con il sol levante, una tradizionale barca maltese, una pala e un forcone e un'Opuntia . Tutti questi simboli sono in qualche modo collegati a Malta. Sotto l'immagine il nome allora nuovo dello stato Repubblika ta' Malta (Repubblica di Malta). 
Il primo ministro maltese, Dom Mintoff, volle cambiare lo stemma del 1964 poiché aveva scambiato la corona murale come rappresentante della monarchia e quindi non la voleva sullo stemma repubblicano di Malta. Mintoff decise che una classe di studenti d'arte la cui docente era Esprit Barthet avrebbe creato un disegno da utilizzare sulle copertine dei passaporti, alla fine fu scelto un disegno di Edward Abela. Fu concordato un disegno definitivo e furono stampati i nuovi passaporti e il disegno fu ufficialmente adottato come emblema di Malta.
L'emblema era controverso poiché non era araldico, e fu sostituito dall'attuale stemma subito dopo che i nazionalisti vinsero le elezioni del 1987. Fu proposto di adottare nuovamente lo stemma del 1964, ma alla fine ne fu scelta una versione semplificata. Il nuovo stemma è stato progettato da Adrian Strickland, che ha preparato gli schizzi preliminari, e Robert Calì, che ha terminato il progetto.